# Alexeter albocoxatus
Alexeter albocoxatus är en stekelart som först beskrevs av Gabriel Strobl 1903.  Alexeter albocoxatus ingår i släktet Alexeter och familjen brokparasitsteklar. Inga underarter finns listade i Catalogue of Life.